# Majurky
Majurky (ukrajinsky Маюркы, maďarsky Majorka) je část obce Poroškovo, v Turie-Remetské územní komunitě (hromadě), v okrese Užhorod, v Zakarpatské oblasti na Ukrajině. Ves leží cca 4 km severně od Poroškova v nadmořské výšce 352 metrů. Za první československé republiky Majurky ještě neměly statistický a administrativní status, byla zde jednotřídní rusínská škola (1930). V roce 2001 zde žilo 181 obyvatel.
Na jednom z kopců stojí zvonice čtvercového půdorysu, která pochází z konce 19. století. Obnovená řeckokatolická komunita byla oficiálně zaregistrována v roce 1993.